# Evil Woman (skladba)
»Evil Woman« je skladba, ki jo je napisal Jeff Lynne, posnela pa jo je skupina Electric Light Orchestra (ELO). Skladba je prvič izšla na 5. studijskem albumu skupine, Face the Music.

## Ozadje
Ko je skladba izšla konec leta 1975 kot singl, je postala prvi svetovni hit skupine. Lynne je dejal, da je bila to skladba, ki jo je najhitreje napisal, v pol ure in naj bi bila prvotno le mašilo albuma Face the Music. Singl se je v začetku leta 1976 uvrstil v top 10 na obeh straneh Atlantika. Skladba je v Združenem kraljestvu ponovno postala popularna leta 1978, ko je izšla na EP-ju The ELO EP. Vrstica »There's a hole in my head where the rain comes in« je poklon skladbi »Fixing a Hole«, skupine The Beatles.

## Lestvice

### Tedenske lestvice
| Lestvica (1975–1976)               | Najvišja uvrstitev |
| ---------------------------------- | ------------------ |
| Avstralija (Kent Music Report)     | 23                 |
| Kanada                             | 6                  |
| Italija (FIMI)                     | 29                 |
| Nizozemska (Dutch Top 40)          | 20                 |
| Nizozemska (Single Top 100)        | 21                 |
| Nova Zelandija (Recorded Music NZ) | 8                  |
| UK Singles (OCC)                   | 10                 |
| ZDA Billboard Hot 100              | 10                 |
| ZDA Cash Box                       | 9                  |
| ZDA Record World                   | 9                  |

### Lestvice ob koncu leta
| Lestvica (1976)          | Mesto |
| ------------------------ | ----- |
| Canada Top Singles (RPM) | 81    |
| ZDA Billboard Hot 100    | 70    |
| ZDA Cash Box             | 54    |

## Lynnova verzija
Jeff Lynne je skladbo posnel še enkrat v domačem studiu. Izšla je na kompilacijskem albumu Mr. Blue Sky: The Very Best of Electric Light Orchestra, skupaj z ostalimi ponovno posnetimi skladbami ELO, pod imenom ELO.

## Druge verzije
- Patty Pravo je skladbo priredila leta 1976 na albumu Tanto pod imenom »E lo Cammino«.
- TV oddaja DTV Monster Hits! iz leta 1987 je vsebovala kratek videospot skladbe, v katerem so nastopali vsi zlobni ženski liki iz Disneyjevih risank.
- Leta 1995 je Michael Stipe imitiral Jeffa Lynna na koncertu skupine R.E.M. v Madison Square Gardnu na turneji Monster Tour, pri čemer je nosil lasuljo in pel »Evil Woman«, Luscious Jackson pa ga je spremljal.
- Leta 2002 je bila skladba uporabljena v filmu Austin Powers in Goldmember med sceno v zaporu, ko je Dr. Evila obiskala Frau Farbissina; soundtrack albuma vsebuje verzijo skladbe, ki jo je odpela Diana King.
- Skupina Moe je leta 2005 trikrat priredila skladbo.
- Leta 2006 je bil del skladbe uporabljen pri singlu Pussycat Dolls, »Beep«.
- Skladbe je bila leta 2007 izvedena kot del mjuzikla Xanadu.
- Skladba se je leta 2008 pojavila v video igri Grand Theft Auto IV na izmišljeni radijski postaji Liberty Rock Radio 97.8.
- Leta 2008 je Mike Posner uporabil remiks skladbe pri svojem mixtapu, »A Matter of Time«.
- Skladba se je leta 2008 pojavila v epizodi serije My Name Is Earl.
- Leta 2009 je bila skladba uporabljena v epizodi serije Community.
- Skupina Oh Mercy je aprila 2011 izvedla priredbo skladbe na Triple J's Like a Version segmentu.[14]
- Skladba je bila uporabljena kot Dannyjevo zvonjenje v premieri 3. sezone Hawaii Five-0.
- Skladba se je pojavila v TV reklami za Hyundai Elantro, ki se je predvajala med Foxovim prenosom Super Bowla XLVIII, 2. februarja 2014, v njej pa je igral Johnny Galecki.
- Glavni riff skladbe je leta 2001 uporabila skupina Daft Punk pri skladbi »Face to Face«.[15]